# Clea Bradford
Clea Annah Ethell Bradford (* 1933 bei Clarksdale, Coahoma County, Mississippi; † 19. August 2008 in Silver Springs) war eine US-amerikanische Soul-, Blues- und Jazzsängerin.

## Leben
Bradford wuchs zunächst in Charleston (Missouri) auf. Ihr Vater, Rev. Richard Henry Bradford, war Prediger der Morning Star Missionary Baptist Church; ihre Mutter Elizabeth regte sie schon früh an, Lieder zu Texten zu komponieren. Bereits mit drei Jahren trat sie erstmals auf. Cleas Mutter zog nach der Trennung von ihrem Mann nach St. Louis. In der Nachbarschaft wohnte der Jazzsaxophonist Jimmy Forrest, der in seiner Wohnung Jamsessions veranstaltete, u. a. mit Oliver Nelson und Clark Terry. Die jugendliche Clea erhielt Gelegenheit, bei diesen Treffen teilzunehmen, und begann in Clubs aufzutreten. Ihren Durchbruch als professionelle Musikerin hatte sie 1950, als sie mit 17 Jahren ein 32 Wochen dauerndes Engagement im Faust Club erhielt. Nach drei Jahren in Detroit lebte sie in Buffalo, Cleveland, New York City und Chicago. 
Ihre ersten Plattenaufnahmen entstanden 1959 für das Blueslabel Hi-Q (auf dem u. a. John Lee Hooker und Eddie Kirkland aufnahmen); der Soul-beeinflussten Nummer I’ve Got You war jedoch kein Erfolg beschieden. 1961 lebte sie im Raum New York und nahm mit Oliver Nelsons Orchester ihr Debütalbum These Dues auf, das bei Prestige Records erschien und Standards wie Skylark, Willow Weep for Me, They Can’t Take That Away from Me enthielt. 1962 kehrte sie nach St. Louis zurück und bekam ein längeres Engagement im Tres Bien Club. Für das kleine Label Norman nahm sie den populären Titel Some Day My Prince Will Come auf. 1964 gastierte sie im Apollo Theater in Harlem; es folgten Mitte des Jahrzehnts Tourneen und Clubauftritte für Hugh Hefners Playboy Club. 1965 nahm sie für Mainstream Records ihr zweites Album Now auf, erneut mit Clark Terry sowie mit Hank Jones, Barry Galbraith, Osie Johnson, Milt Hinton und George Duvivier, außerdem einem Blechbläser-Ensemble unter Leitung von Urbie Green und Streichern. Es folgte eine Tournee mit Earl Fatha Hines und Benny Carter durch die Sowjetunion, die vom State Department unterstützt wurde; 1966 trat sie im New Yorker Museum of Modern Art in der Konzertreihe Jazz in the Garden auf. 
Es folgten gegen Ende des Jahrzehnts mehr Soul-orientierte Aufnahmen für das Label Cadet mit Arrangements von Richard Evans (Her Point of View). Mit My Love's a Monster hatte sie einen regionalen R&B-Hit im Mittleren Westen des USA. Um 1970 lebte sie in Los Angeles, dann im Raum Baltimore und Washington DC. 1983 entstanden letzte Aufnahmen; Ende der 1980er Jahre tourte sie durch die Schweiz, bevor sie sich in den 1990er Jahren allmählich aus dem Musikgeschäft zurückzog. 1986 wurde sie in die St. Louis Jazz Hall of Fame aufgenommen. Neben ihren Aktivitäten als Musikerin war Bradford Malerin, soziale Aktivistin und Komponistin; sie schrieb die Blues-Titel One Sided Love Affair und I’ve Found My Peace of Mind für Pee Wee Crayton.

## Diskographische Hinweise
- Clea Bradford with Oliver Nelson & Clark Terry: These Dues (Prestige/New Jazz, 1961), mit Chauncey „Lord“ Westbrook, George Duvivier
- Now (Mainstream Records, 1965), mit Milt Hinton, George Duvivier, Osie Johnson, Hank Jones